# 呂麗瑤

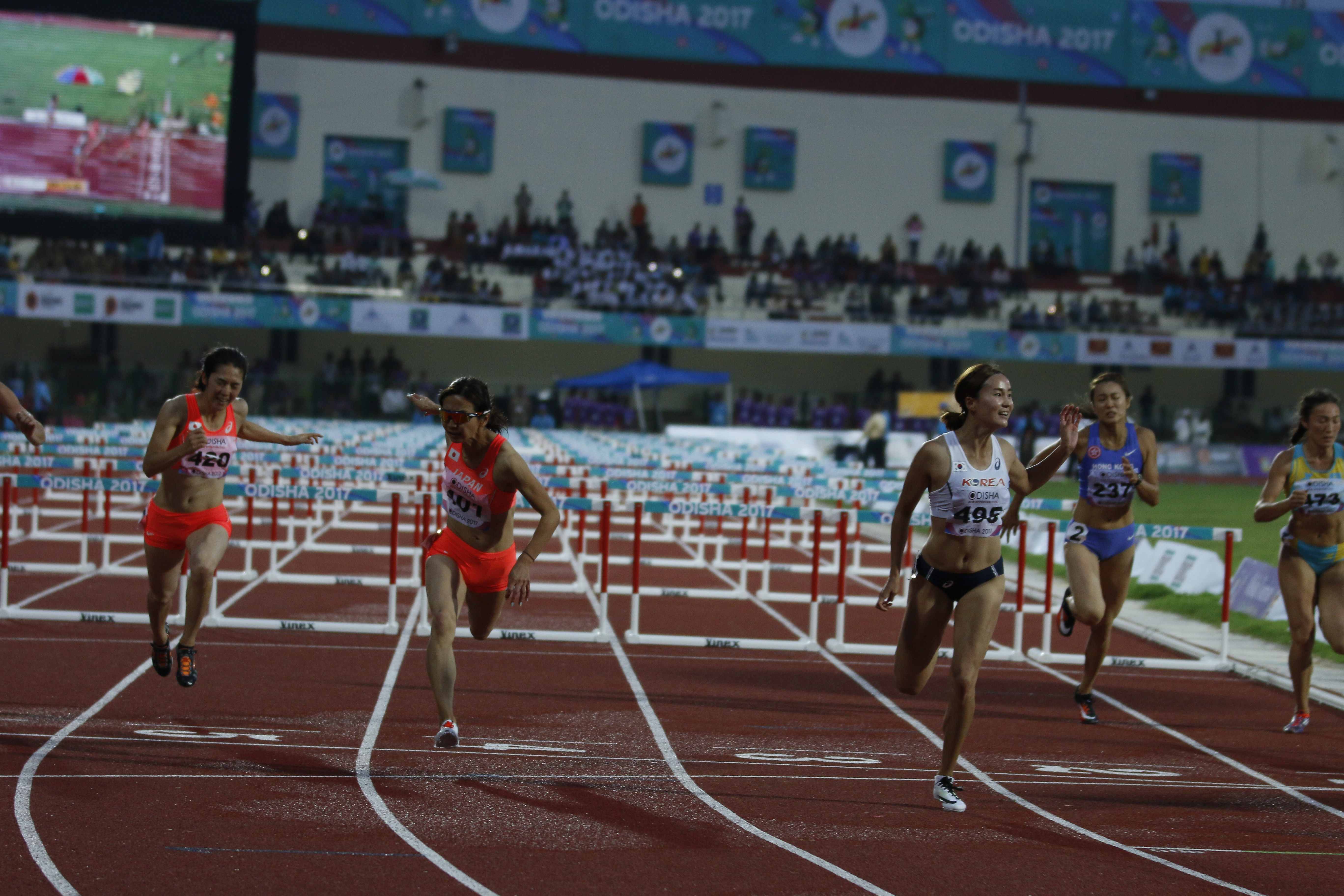
2017年亞洲田徑錦標賽100公尺跨欄（83.8公分）

呂麗瑤（1994年11月30日—），人稱「欄后」，香港學界400米紀錄保持者，港青田徑隊隊員，專項為100米跨欄。她在家中排行第二，有年長六歲的姊姊和年幼六歲的弟弟。
2012年亞洲青年田徑錦標賽中，呂麗瑤在自己的主項100米欄以14秒59奪得一面銅牌。
2013年在天津舉行的東亞運動會 ，香港田徑女子隊的呂麗瑤、陳倩紅、林浩茵及潘幸慧，在4×400公尺接力賽事，以4分00.05秒奪得第三名，獲得銅牌。
她曾奪得中銀香港紫荊盃「最佳女子運動員」。2014年3月25日，呂麗瑤成功蟬聯最佳女青年運動員。
2018年8月26日，呂麗瑤在雅加達亞運女子100米跨欄決賽奪得銅牌，成為香港歷史上首位女子跨欄選手登上亞運頒獎台。賽後她的壓力終於釋放，淚灑田徑場，她形容這是她田徑生涯上最重要的一面獎牌，證明了她過去的努力。

## 自揭遭性侵
2017年11月30日，呂麗瑤在facebook撰文，聲稱自己在13、14歲時，曾遭當時就讀的香港培正中學的前教練性侵犯。她認為香港體育界存在同類事件，並且受到席捲全球的「＃MeToo（＃我也是）」風潮啟發，故希望以自己站出來的勇氣，影響其他同受性侵的同路人；意圖喚起輿論對兒童性侵犯的關注和讓大眾明白性議題並不是尷尬、羞恥或不可公開討論的事。香港警察30日派出探員到培正中學調查，又間接接觸過呂麗瑤，但她並未與警方合作，特首林鄭月娥回應事件稱「感到憤怒」，同時呼籲受害者要鼓起勇氣舉報和提供資料，協助警方調查。
事件公開後，多個團體包括香港業餘田徑總會、精英運動員協會、香港體育學院等發表聲明，強調絕不容忍姑息性侵犯事件。培正中學校方知悉事件後，即時停止外聘教練的工作。呂麗瑤隨後未有露面，部分社會輿論將焦點轉向呂此舉是否對懷疑涉事的教練「未審先判」或「網絡審判」，構成不公義。不論香港或台灣，誣告性侵成本極低，有評論指出此法律漏洞為潛在已久的問題，而平權組織亦鮮有為誣告受害者發聲。
2018年1月29日，警方表示已就事件主動與呂接觸及錄取口供，她表示需要更多時間處理和考慮，未與警方合作，警方一直未能行動，事後透過第三者，與呂取得聯繫。警方並於1月28日下午拘捕一名76歲本地男子，他正從機場返港，涉嫌非禮。被捕男子後來獲准保釋候查，但須於2月上旬向警方報到。
同年4月27日，警方徵詢法律意見後，落案控告一名77歲男子非禮罪，5月4日在粉嶺裁判法院提堂。11月16日，裁定其罪名不成立，法官認為事主證供前後不一，存在矛盾，事後仍與被告保持親密關係。但法官亦強調法庭的裁決或沒有反映事實，但罪名成立與否需基於證據，並希望對「＃MeToo」運動不帶來影響。
呂麗瑤即使受此次事件困擾，但仍然努力埋身練習，不讓不良情緒影響自己備戰2018年亞運，最後在亞運女子100米跨欄決賽中奪得銅牌。

## 個人榮譽
- 香港傑出運動員選舉

「香港最具潛質運動員」（2018年）

## 外部連結
- 呂麗瑤在的頁面
- 呂麗瑤的Facebook專頁
- 香港奧委會 呂麗瑤檔案
- 業餘田徑總會 呂麗瑤檔案